# Nieuw-Zeelandse stern
De Nieuw-Zeelandse stern (Chlidonias albostriatus synoniem: Sterna albostriata) is een vogel uit de familie van de meeuwen (Laridae) en de geslachtengroep sterns (Sternini). Het is een bedreigde, endemische vogelsoort in Nieuw-Zeeland. De vogel werd vroeger tot het geslacht Sterna gerekend, maar uit DNA-onderzoek gepubliceerd in 2005 bleek meer verwantschap met de moerassterns.

## Kenmerken

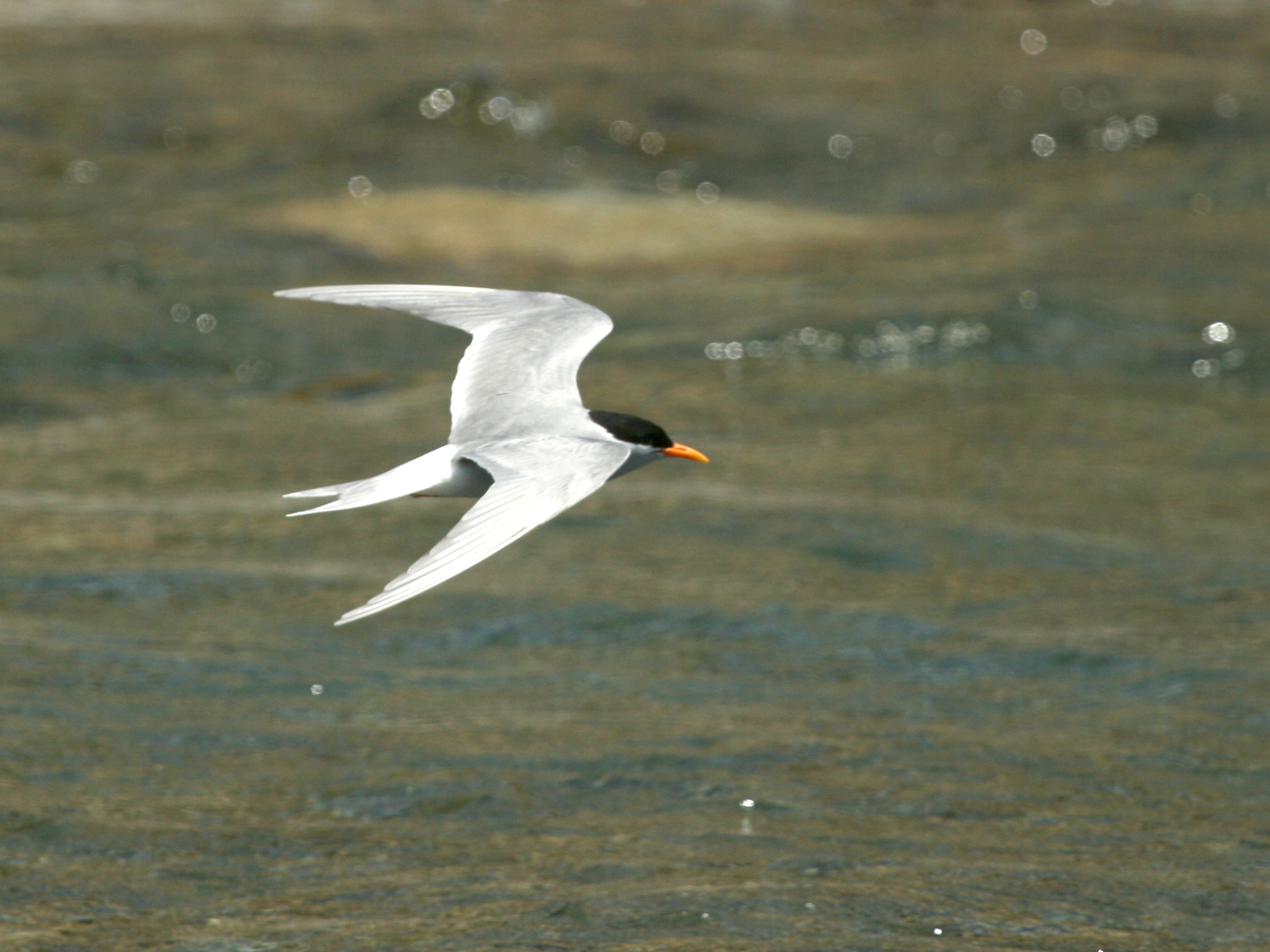
Nieuw-Zeelandse stern in de broedtijd

De vogel is 29 cm lang. Het is een kleine, lichtgrijze moerasstern met een korte gevorkte staart en een witte borst, buik en stuit. De poten en snavel zijn helder oranje. In de broedtijd is de kopkap zwart en reikt tot aan de snavel, buiten de broedtijd zijn er alleen donkere vlekken op de kruin boven het oog.

## Verspreiding en leefgebied
Deze soort is endemisch in Nieuw-Zeeland en leeft in en rond zoetwater- en rivieroevers op de zuidpunt van het Noordereiland en over een groot deel van het oostelijke Zuidereiland van Nieuw-Zeeland, van de regio Marlborough tot Southland en op Stewart Island. Een geïsoleerde populatie woont langs de Buller River en de bovenloop van de Motueka River in het zuiden van Nelson. De broedgebieden bevinden zich alleen op het Zuidereiland. Buiten het broedseizoen zoeken ze voedsel tot 10 km in zee.

## Leefwijze
De Nieuw-Zeelandse stern broedt in een eenvoudig hol in rivierbeddingen op het Zuidereiland. Dit in tegenstelling tot andere moerassterns die nesten van plantenmateriaal op drijvende waterplanten maken. Het legsel bestaat meestal uit twee eieren. De jongen vliegen na ongeveer 30 dagen uit.
De Nieuw-Zeelandse stern voedt zich met vissen en ongewervelde dieren in zoet water. Af en toe neemt ze regenwormen en andere ongewervelde dieren mee aan wal. Op zee voedt de vogel zich voornamelijk met schaaldieren.

## Taxonomie
De Nieuw-Zeelandse stern werd voor het eerst beschreven door George Robert Gray in 1845 als Hydrochelidon albostriata. De soortnaam is afgeleid van het Latijnse albus 'wit' en striatus 'gestreept'. Het is een van de vier soorten van in het moeras en niet aan de kust levende sterns van het geslacht Chlidonias. Het geslacht wordt door sommige auteurs beschouwd als onderdeel van het grotere geslacht Sterna.

## Status
De grootte van de populatie werd in 2022 door BirdLife International geschat op 1000 tot 5000 individuen en de populatie-aantallen nemen af door de introductie van invasieve predatoren zoals de hermelijn en habitatverlies. Het leefgebied wordt aangetast door de aanleg van dammen, recreatievoorzieningen en overbegrazing. Om deze redenen staat deze soort als bedreigd op de Rode Lijst van de IUCN.